# Robotrek
Robotrek, ou Slap Stick au Japon, est un jeu vidéo de rôle développé par Quintet et édité par Enix en 1994 sur Super Nintendo.

## Accueil
Robotrek est bien apprécié par Super Power, pour son utilisation de robots programmables offrant de nombreuses possibilités, la qualité de son scénario et la durée de vie. Cependant, Super Power reproche au jeu ses combats lourds au niveau de la gestion des attaques, avec des déplacements en diagonale impossibles, l'interface déroutante au début et les musiques moyennes.
Quintet a annoncé avoir vendu 45 000 exemplaires de Robotrek au Japon et 20 000 aux États-Unis.